# Chamaepetes
Chamaepetes är ett litet fågelsläkte i familjen trädhöns inom ordningen hönsfåglar. Släktet omfattar endast två arter som förekommer från Costa Rica till Bolivia:
- Svartguan (C. unicolor)
- Blåmaskad guan (C. goudotii)